# Philippe Bezès
Philippe Bezès est un sociologue français et docteur en science politique.

## Biographie
Il est directeur de recherche au CNRS, rattaché au Centre d'études et de recherches de science administrative (CERSA) et travaille sur la sociologie de l'administration et des réformes de l'État. Par ailleurs, Philippe Bezès est également membre du comité de rédaction de la revue Sociologie du travail. Il enseigne à Sciences Po, notamment au sein de la spécialité « Politiques publiques » du master recherche Politique et sociétés en Europe, ainsi qu'à l'EHESS, dans le cadre d'un séminaire conjoint entre le CRH-AHMOC et le CERSA intitulé « Administrations et États contemporains : histoire, sociologie, science politique », dont il est l'un des coorganisateurs.
Il a reçu en 2014 la médaille de bronze du CNRS.

## Publications
- BEZÈS (P.), Siné (A.), (dir.), Gouverner (par) les finances publiques, Paris, Presse de Science Po, coll. "Académique", 2011, 526 p. (ISBN 978-2724611939)
- BEZÈS (P.), Réinventer l’État. Les réformes de l'administration française (1962-2008), Paris, PUF, coll. « Le lien social », 2009, 544 p.  (ISBN 978-2130558132)
- BEZÈS (P.), CHAUVIÈRE (M.), CHEVALLIER (J.), MONTRICHER (NICOLE DE), OCQUETEAU (F.), dir., L’État à l’épreuve des sciences sociales. La fonction recherche dans les administrations sous la Ve république, Paris, La Découverte, 2005, 370p.  (ISBN 978-2707147219)
- BEZÈS (P.), L’action publique volontariste. Une analyse des politiques de délocalisation, Paris, L’Harmattan, 1994, 253p.  (ISBN 978-2738429780)